# Nephtys discors
Nephtys discors är en ringmaskart som beskrevs av Ehlers 1868. Nephtys discors ingår i släktet Nephtys och familjen Nephtyidae. Inga underarter finns listade i Catalogue of Life.